# چن کین (شناگر)
چن کین (به انگلیسی: Chen Qian) (زادهٔ ۱۶ آوریل ۱۹۹۳) شناگر اهل چین است.